# Hammarsjön (Vissefjärda socken, Småland)
Hammarsjön är troligen en sjö men enligt Lantmäteriet (2016) en våtmark, i Emmaboda kommun i Småland och ingår i Nättrabyåns huvudavrinningsområde. Sjön har en area på 0,127 kvadratkilometer och ligger 119 meter över havet. Vid provfiske 1991 och 1997 har abborre, gädda, mört och sutare fångats i sjön.

## Delavrinningsområde
Hammarsjön ingår i det delavrinningsområde (626545-147880) som SMHI kallar för Utloppet av Nätterhövden. Medelhöjden är 125 meter över havet och ytan är 24,83 kvadratkilometer. Räknas de 5 avrinningsområdena uppströms in blir den ackumulerade arean 62,44 kvadratkilometer. Vattendraget som avvattnar avrinningsområdet har biflödesordning 2, vilket innebär att vattnet flödar genom totalt 2 vattendrag innan det når havet efter 39 kilometer. Avrinningsområdet består mestadels av skog (63 procent) och öppen mark (13 procent). Avrinningsområdet har 2,6 kvadratkilometer vattenytor vilket ger det en sjöprocent på 10,5 procent.